# Grewia carrissoi
Grewia carrissoi är en malvaväxtart som beskrevs av Arthur Wallis Exell och Mendonca. Grewia carrissoi ingår i släktet Grewia och familjen malvaväxter. Inga underarter finns listade i Catalogue of Life.